# Rivanazzano Terme
Rivanazzano Terme (lombardul: La Riva) település Olaszországban, Lombardia régióban, Pavia megyében. Lakosainak száma 5094 fő (2023. január 1.). Rivanazzano Terme Casalnoceto, Godiasco, Pontecurone, Retorbido, Rocca Susella és Voghera községekkel határos.

## Népesség
A település lakossága az elmúlt években az alábbi módon változott:

| 2018 | 5 326 |
| 2023 | 5 094 |